# Vathy (Samos)
Vathy of Vathy Samou of Samos-stad (Grieks: Βαθύ of Βαθύ Σάμου) is de hoofdstad van het eiland Samos en een deelgemeente (dimotiki enotita) van de fusiegemeente (dimos) Samos, in de Griekse bestuurlijke regio (periferia) Noord-Egeïsche Eilanden. 

## Stedenbanden
- Korfoe (Griekenland)

## Geboren in Vathy
- Themistoklis Sophoulis (1860-1949), premier van Griekenland
- Ireneus I van Jeruzalem (1939-2023), Grieks-orthodox patriarch van Jeruzalem